# Noothgrush
Noothgrush ist eine 1994 in San José gegründete Sludge-Band.

## Geschichte
Der Bassist und Sänger Gary Niederhoff und die Schlagzeugerin Chiyo Nukaga gründeten Noothgrush 1994. Der Bandname geht auf die gleichnamige Figur aus dem Kinderbuch There’s a Wocket in My Pocket von Theodor Seuss Geisel zurück. Bald nach ihrer Gründung traten der Gitarrist Tom Choi von Asbestosdeath und der Bassist Luis Davila der Gruppe bei. Beide verließen die Band nach einigen Monaten und ersten Versuchen gemeinsam Musik zu komponieren. Als neuer Gitarrist und zusätzlicher Sänger stieß Matt Harvey von Exhumed hinzu, während Al Ruel ebenfalls als Sänger und Gitarrist Noothgrush beitrat. In dieser neuen Besetzung festigte sich der bekannte Klang der Band. Frühere experimentellere Ideen wurden, zugunsten eines mehr an EyeHateGod, den Melvins, Grief, Cattlepress und Corrupted orientierten Klangs, fallen gelassen.
In der Zwischenzeit nahm die Band mehrere Demos auf und veräußerte diese während ihrer Auftritte. Der mit Nukaga befreundete Labelinhaber Chris Dodge bot der Band 1996 an, eine EP für seine Firma Slap A Ham Records zu produzieren. Die Gruppe willigte ein und erhielt nach der Veröffentlichung der EP Embraced by the Anti Self von unterschiedlichen Labeln und Bands Angebote zu Split-Veröffentlichungen. Bis zu ihrem selbst verlegten Debütalbum Erode the Person aus dem Jahr 1999 entstanden so Kooperationen mit Deadbodieseverywhere, Agents of Satan, Black Army Jacket, Corrupted, Sloth und Gasp. Nukaga bezeichnete diese Veröffentlichungspraxis als natürlichen Prozess der keinem vorherbestimmten Konzept folgte. Die Veröffentlichungen wurden auf Basis der persönlichen Beziehungen zu den beteiligten Bands und den jeweiligen Firmen gestaltet. Allerdings sei ebenfalls der Do-it-yourself-Gedanke bedeutsam gewesen.
Harvey verließ 1996 die Gruppe. Vorerst übernahm Niederhoff die Aufgabe des Gitarristen und Ruel ging zum Bass über. Allerdings verließ Ruel alsbald die Band und Niederhoff kehrte zum Bassspiel zurück. Zu Liveauftritten und Studioaktivitäten wurden vorerst Gastmusiker als Gitarristen eingesetzt. Im Jahr 1999 übernahm dann Russ Kent von Alaric die Aufgabe des Gitarristen.
Nach internationalen Tourneen, unter anderem einer Japan-Tournee mit Corrupted, sowie weiteren Veröffentlichungen löste sich die Band im Jahr 2001 auf. Zum Ende der Gruppe erschien die Split-EP Twin Threat to Your Sanity mit Bongzilla, Corrupted und Dystopia sowie die Werkschau Failing Early, Failing Often, welche viele der auf den Split-Veröffentlichungen präsentierten Stücke enthielt. Die Mitglieder trennten sich aufgrund der Strapazen ihrer vorausgegangenen Aufnahme- und Tour-Aktivitäten einvernehmlich, allerdings ohne sich direkt über die Trennung auszutauschen.
Im Jahr 2006 brachte Throne Records das Debütalbum Erode the Person offiziell heraus. Fünf Jahre später bemühten sich Parasitic Records, Southern Lord, Fuck Yoga Records sowie Emetic Records darum, alte Veröffentlichungen von Noothgrush neu aufzulegen. Fuck Yoga Records veröffentlichte die Kompilation Noothgrush, Southern Lord das Live-Album Live for Nothing, Parasitic Records eine Neuauflage des Albums Erode The Person und Emetic Records eine Neuauflage der Kompilation Failing Early, Failing Often. Um die Veröffentlichung der Alben zu unterstützen, entschieden Nukaga und Niederhoff die Band zu reformieren. Als neuer Sänger brachte sich Dino Sommese von Dystopia ein.

## Stil
Die Musik von Noothgrush wird dem Sludge zugerechnet. Ollie Fröhlich vom Ox-Fanzine stellt die Musik in die Tradition der populären Sludgebands Grief und Dystopia. Der der Band entsprechende Klang sei durch schweres und monotones Riffing sowie „eine[r] morbide[n] Atmosphäre, gepaart mit grenzenlosem Hass und Verzweiflung“ gekennzeichnet. Das Bassspiel wird tief gestimmt und stark verzerrt dargebracht, während das Gitarrenspiel von wiederkehrenden Rückkopplungen durchzogen ist. Das Schlagzeugspiel gilt als besonders organisch und greift auf so genannte Tribal-Rhythmen zurück. Hinzu kommt ein vermehrter Einsatz von Film-, Geräusch- und Sprachsamples, welche in vielen Stücken der Gruppe eingesetzt werden. Der Gesang wird mit dem gutturalen Schreien und Keifen von Mike Williams bei EyeHateGod verglichen.

## Diskografie
- 1994: Noothgrush (Demo)
- 1995: 8D8 (Demo)
- 1995: Kashyyyk (Demo)
- 1996: Live on KZSU May 1, 1996 (Demo)
- 1996: Live At Fiesta Grande # 4 And Other Disasters (Demo)
- 1996: Embraced by the Anti Self (EP, Slap A Ham Records)
- 1996: Noothgrush / Deadbodieseverywhere (Split mit Deadbodieseverywhere, Bovine Records)
- 1996: Useless / Untitled (Split mit Agents of Satan, 100 Years of Solitude Records)
- 1997: Black Army Jacket / Noothgrush (Split mit Black Army Jacket, Reservoir Records)
- 1997: Noothgrush / Corrupted (Split mit Corrupted, Reservoir Records)
- 1997: Sloth / Noothgrush (Split mit Sloth, Dom’s Records)
- 1998: Gasp / Noothgrush (Split mit Gasp, Clean Plate Records)
- 1999: Erode the Person (Album, Eigenverlag)
- 1999: Noothgrush / Carol Ann (Split mit Gasp, Anhedonia Productions)
- 1999: Noothgrush / Wellington (Split mit Wellington, Deep Six Records)
- 1999: Erode the Person (Kompilation, Eigenverlag)
- 2001: Twin Threat to Your Sanity (Split mit Bongzilla, Corrupted und Dystopia, Bad People Records)
- 2001: Failing Early, Failing Often (Kompilation, Slap A Ham Records)
- 2006: Erode the Person (Kompilation, Throne Records)
- 2011: Live for Nothing (Live-Album, Southern Lord)
- 2011: Noothgrush (Kompilation, Fuck Yoga Records)
- 2012: Noothgrush / Suppression (Split mit Suppression, Fuck Yoga Records)
- 2013: Noothgrush / Coffins (Split mit Coffins, Southern Lord)
- 2014: A Failure of Imagination: Live at Gilman 1996 (Live-Album, Eigenverlag)
- 2014: Uncovered Failures (Kompilation, Choking Hazard Records)
- 2014: Entropy (EP, Fuck Yoga Records)